# 936 Kunigunde
Kunigunde (asteroide 936) é um asteroide da cintura principal com um diâmetro de 39,56 quilómetros, a 2,5681899 UA. Possui uma excentricidade de 0,179027 e um período orbital de 2 020,88 dias (5,53 anos).
Kunigunde tem uma velocidade orbital média de 16,8400587 km/s e uma inclinação de 2,3713º.
Este asteroide foi descoberto em 8 de Setembro de 1920 por Karl Reinmuth.